# Груздово (Куньїнський район)
Груздово (рос. Груздово) — присілок в Куньїнському районі Псковської області Російської Федерації.
Населення становить 113 осіб. Входить до складу муніципального утворення Каськовська волость.

## Історія
Від 2015 року входить до складу муніципального утворення Каськовська волость.

## Населення
| 2001 | 2002 | 2010 |
| ---- | ---- | ---- |
| 157  | ↘109 | ↗113 |